# (11498) Julgeerts
(11498) Julgeerts est un astéroïde de la ceinture principale.

## Description
(11498) Julgeerts est un astéroïde de la ceinture principale. Il fut découvert le 3 avril 1989 à La Silla par Eric Walter Elst. Il présente une orbite caractérisée par un demi-grand axe de 2,76 UA, une excentricité de 0,15 et une inclinaison de 2,3° par rapport à l'écliptique.

## Compléments